# 90820 McCann
90820 McCann este un asteroid din centura principală de asteroizi.

## Descriere
90820 McCann este un asteroid din centura principală de asteroizi. A fost descoperit pe 20 septembrie 1995 la observatorul AMOS din Haleakala. Asteroidul prezintă o orbită caracterizată de o semiaxă mare de 2,67 ua, o excentricitate de 0,12 și o înclinație de 9,5° în raport cu ecliptica.